# 貝爾蒙特 (北卡羅來納州)
貝爾蒙特（英語：Belmont）是一個位於美國北卡羅萊納州加斯頓縣的城市。

## 人口
根據2020年美國人口普查的數據，貝爾蒙特的面積為31.66平方千米，當中陸地面積為31.58平方千米，而水域面積為0.08平方千米。當地共有人口15010人，而人口密度為每平方千米474人。